# 苑囿体育场
苑囿体育场（德語：Wildparkstadion），是德国卡尔斯鲁厄市的一个用于足球和田径比赛的体育场。其位于卡尔斯鲁厄市几块体育训练场和网球场的中心区域。它的主要使用者为卡尔斯鲁厄足球队。因为不符合国际比赛的标准，已经不再承办田径比赛。
体育场始建于1921年，1955年重建，起初有55000个座位，在几次改造之后，现有座位及站位32306个。产权归卡尔斯鲁厄市所有。
2018年11月，再次开始重建，拆除体育场的部分建筑，并同时新建34,000个座位的新体育场。工程分阶段进行，保证工程期间球场依然可以容纳15,000名观众进行比赛。新的体育场预计将于2022年上半年完工，预计成本为1.23亿欧元。